# Tvrdomestice
Tvrdomestice é um município da Eslováquia, situado no distrito de Topoľčany, na região de Nitra. Tem 8,79 km² de área e sua população em 2018 foi estimada em 451 habitantes.

## Demografia
| Ano:        | 1994 | 2004   | 2014   | 2024   |
| ----------- | ---- | ------ | ------ | ------ |
| Broj ljudi: | 479  | 491    | 459    | 455    |
| Razlika:    |      | +2,50% | -6,51% | -0,87% |

| Ano:               | 2023 | 2024   |
| ------------------ | ---- | ------ |
| Número de pessoas: | 461  | 455    |
| Diferença:         |      | -1,30% |